# Opsicarpium
Opsicarpium é um género de plantas com flores pertencentes à família Apiaceae.
A sua área de distribuição nativa é o Irão.
Espécies:
- Opsicarpium insignis Mozaff.